# Psychoda neoformosana
Psychoda neoformosana är en tvåvingeart som beskrevs av Duckhouse 1966. Psychoda neoformosana ingår i släktet Psychoda och familjen fjärilsmyggor. Inga underarter finns listade i Catalogue of Life.